# Mistrovství Evropy juniorů v atletice 1970
1. Mistrovství Evropy juniorů v atletice – sportovní závod organizovaný EAA se konal v francouzské Paříži. Závod se odehrál od 11. září – 13. září 1970.

## Výsledky

### Muži
| Soutěž            | Zlato                                                                                 | Výkon      | Stříbro                                                                    | Výkon      | Bronz                                                                                            | Výkon      |
| 100 m             | Franz-Peter Hofmeister                                                                | 10,61      | Dominique Chauvelot                                                        | 10,65      | Jean-Paul Dubuisson                                                                              | 10,73      |
| 200 m             | Franz-Peter Hofmeister                                                                | 21,49      | Alexandr Židkich                                                           | 21,80      | Sergej Korovin                                                                                   | 21,80      |
| 400 m             | Peter Beaven                                                                          | 47,11      | Ulrich Reich                                                               | 47,36      | Andreas Scheibe                                                                                  | 47,65      |
| 800 m             | Hans-Henning Ohlert                                                                   | 1:50,96    | Władimir Zimin                                                             | 1:51,39    | Ulrich Keufner                                                                                   | 1:51,41    |
| 1500 m            | Klaus-Peter Justus                                                                    | 3:51,39    | Paul-Heinz Wellmann                                                        | 3:51,79    | Francisco Morera                                                                                 | 3:52,48    |
| 3000 m            | Herman Mignon                                                                         | 8:08,73    | John Boggis                                                                | 8:10,43    | Jurij Korczenkow                                                                                 | 8:11,15    |
| 110 m překážek    | Berwyn Price                                                                          | 14,21      | Mirosław Wodzyński                                                         | 14,22      | Klaus Fiedler                                                                                    | 14,22      |
| 400 m překážek    | Dmitrij Stukałow                                                                      | 50,30      | Jean-Pierre Perrot                                                         | 50,45      | Jevgenij Gavrilenko                                                                              | 50,72      |
| 2000 m překážek   | Bronisław Malinowski                                                                  | 5:44,00    | Juhani Huhtinen                                                            | 5:45,48    | Elek Sari                                                                                        | 5:45,48    |
| Štafeta 4 × 100 m | Sovětský svaz Valerij Pidlužnyj Alexandr Židkich Władmir Lowetskij Siergiej Korowin   | 40,18      | Francie Michel Limousin Patrick Deroch Jean-Paul Dubuisson Philippe Leroux | 40,27      | Západní Německo Manfred Schumann Thomas van Wickeren Michael van Wickeren Franz-Peter Hofmeister | 40,55      |
| Štafeta 4 × 400 m | Sovětský svaz Jewgienij Gawrilenko Mikołaj Kornjuszkin Dmitrij Stukałow Semjon Kocher | 3:11,2     | Francie Claude Dumont Patrick Salvador Daniel Raoult Lionel Malingre       | 3:11,5     | Západní Německo Ulrich Reich Johannes Dickhut Bernd Herrmann Wolfgang Druschky                   | 3:11,7     |
| Chůze na 10 000 m | Lutz Lipowski                                                                         | 43:35,6    | Peter Schuster                                                             | 44:02,0    | Michaił Aleksejew                                                                                | 44:19,4    |
| Skok do výšky     | Jiří Palkovský                                                                        | 2,18 m     | Csaba Dosa                                                                 | 2,16 m     | Ferenc Doczi                                                                                     | 2,06 m     |
| Skok o tyči       | François Tracanelli                                                                   | 5,20 m     | Serge Lefevbre                                                             | 4,80 m     | Romuald Murawski                                                                                 | 4,80 m     |
| Skok daleký       | Valerij Pidlužnyj                                                                     | 7,87 m     | Jacques Rousseau                                                           | 7,81 m     | Nenad Stekić                                                                                     | 7,75 m     |
| Trojskok          | Valerij Pidlužnyj                                                                     | 16,25 m    | Anatolij Golubtsow                                                         | 16,05 m    | Gabor Katona                                                                                     | 16,03 m    |
| Vrh koulí         | Wolfgang Barthel                                                                      | 18,10 m    | Manfred Kaiser                                                             | 17,40 m    | Jan Skoupy                                                                                       | 17,11 m    |
| Hod diskem        | Aleksandr Nażimow                                                                     | 54,18 m    | Lothar Schlage                                                             | 53,96 m    | Pal Szauer                                                                                       | 53,00 m    |
| Hod kladivem      | Todor Manołow                                                                         | 65,16 m    | Aleksiej Spiridonow                                                        | 64,88 m    | Siergiej Korobow                                                                                 | 64,32 m    |
| Hod oštěpem       | Aimo Puska                                                                            | 76,98 m    | Aleksandr Makarow                                                          | 74,92 m    | Wolfgang Hanisch                                                                                 | 73,22 m    |
| Desetiboj         | Aleksandr Blinjajew                                                                   | 7 632 bodů | Eberhard Stroot                                                            | 7 584 bodů | Frank Nusse                                                                                      | 7 129 bodů |

### Ženy
| Soutěž            | Zlato                                                                   | Výkon      | Stříbro                                                                                        | Výkon      | Bronz                                                                    | Výkon      |
| 100 m             | Helena Kerner                                                           | 12,10      | Andrea Lynchová                                                                                | 12,19      | Helen Goldenová                                                          | 12,23      |
| 200 m             | Helen Goldenová                                                         | 24,34      | Annegret Kronigerová                                                                           | 24,64      | Véronique Grandrieux                                                     | 24,72      |
| 400 m             | Monika Zehrtová                                                         | 54,00      | Bożena Zientarska                                                                              | 54,61      | Brigitte Rohde                                                           | 55,07      |
| 800 m             | Waltraud Pöhlandová                                                     | 2:05,29    | Sylvia Schenková                                                                               | 2:05,30    | Galina Vaingartenová                                                     | 2:06,45    |
| 1500 m            | Katharina Clausnitzerová                                                | 4:24,17    | Christine Haskettová                                                                           | 4:27,16    | Olga Dvirná                                                              | 4:28,37    |
| 100 m překážek    | Grażyna Rabsztynová                                                     | 14,06      | Monika Hysová                                                                                  | 14,11      | Margarete Leidelová                                                      | 14,51      |
| Štafeta 4 × 100 m | Polsko Aniela Szubert Elżbieta Nowaková Urszula Soszka Helena Kernerová | 45,26      | Západní Německo Liesel Bömelburgová Annegret Kronigerová Ellen Walterová Elvira Springsguthová | 45,27      | NDR Evelyn Kauferová Ellen Stropahlová Marion Wagnerová Monika Meyerová  | 45,47      |
| Štafeta 4 × 400 m | NDR Brigitte Rohde Renate Marder Brigitte Ullmann Monika Zehrtová       | 3:40,2     | Polsko Aniela Szubert Krystyna Lech Danuta Gąska Bożena Zientarska                             | 3:44,0     | Švédsko Ragnhild Skoog Margareta Larsson Gunhild Skoog Monica Bergendahl | 3:46,7     |
| Skok do výšky     | Mieke van Doornová                                                      | 1,74 m     | Swietłana Gontkowskaja                                                                         | 1,74 m     | Renate Gärtnerová                                                        | 1,74 m     |
| Skok daleký       | Jarmila Nygrýnová                                                       | 6,27 m     | Moira Wallsová                                                                                 | 6,26 m     | Brigitte Göhrsová                                                        | 6,03 m     |
| Vrh koulí         | Gabriele Moritzová                                                      | 16,91 m    | Birgit Palzkillová                                                                             | 16,56 m    | Margitta Ludewigová                                                      | 15,98 m    |
| Hod diskem        | Klara Pogyorová                                                         | 48,26 m    | Maria Illi                                                                                     | 47,76 m    | Irina Sapronová                                                          | 47,50 m    |
| Hod oštěpem       | Jacqueline Todtenová                                                    | 55,20 m    | Christine Schmidtová                                                                           | 53,08 m    | Inara Oszina                                                             | 52,36 m    |
| Pětiboj           | Monika Peikertová                                                       | 4 578 bodů | Irena Witane                                                                                   | 4 482 bodů | Florence Picautová                                                       | 4 422 bodů |

## Medailové pořadí
| Umístění | Stát                       | Zlato | Stříbro | Bronz | Celkem |
| -------- | -------------------------- | ----- | ------- | ----- | ------ |
| 1.       | NDR                        | 10    | 4       | 7     | 21     |
| 2.       | Sovětský svaz              | 7     | 7       | 9     | 23     |
| 3.       | Polsko                     | 4     | 3       | 1     | 8      |
| 4.       | Západní Německo            | 3     | 8       | 5     | 16     |
| 5.       | Spojené království         | 3     | 4       | 1     | 8      |
| 6.       | Československo             | 2     | 0       | 1     | 3      |
| 7.       | Francie                    | 1     | 6       | 3     | 10     |
| 8.       | Finsko                     | 1     | 1       | 0     | 2      |
| 9.       | Maďarská lidová republika  | 1     | 0       | 4     | 5      |
| 10.      | Nizozemsko                 | 1     | 0       | 1     | 2      |
| 11.      | Belgie                     | 1     | 0       | 0     | 1      |
| 11.      | Bulharská lidová republika | 1     | 0       | 0     | 1      |
| 13.      | Rumunská lidová republika  | 0     | 2       | 0     | 2      |
| 14.      | SFR Jugoslávie             | 0     | 0       | 1     | 1      |
| 14.      | Španělsko                  | 0     | 0       | 1     | 1      |
| 14.      | Švédsko                    | 0     | 0       | 1     | 1      |
| Celkem   | Celkem                     | 35    | 35      | 35    | 105    |